# Frédérique Jourdaa
Frédérique Jourdaa, née le 25 mai 1966 à Neuilly-sur-Seine (Hauts-de-Seine) est une journaliste, romancière et productrice de radio française.

## Origines et études
Elle est la fille de Léon Jourdaa, maître nageur sauveteur à Biarritz, originaire de Giadinh (Cochinchine) et de Michèle Zacharia, agrégée de lettres modernes. Elle a été élevée par Louise Errecart ou Récart, née à Bidache, modiste qui travailla dans les ateliers parisiens visités par Colette et Gabrielle Chanel et Maurice Zacharia, commis d’agent de change. Elle a fait ses études secondaires au lycée Molière à Paris.[réf. nécessaire] et au Lycée Fénelon à Paris. 

## Journalisme
Elle a été notamment journaliste au Marin, à L'Expansion et au Parisien. Elle est aujourd'hui journaliste à Ouest-France. 

## Musique
Passionnée de musique, elle produit ou anime plusieurs séries d’émissions sur France Musique, notamment Le Moment Musical, et la collection Grandes Figures,.
À la rentrée 2011, elle produit le Point du Jour,. Depuis l'été 2017, elle anime l'Eté classique sur France Musique.

## Écriture
En janvier 1993, elle publie son premier essai, Fortunes de pierres, de la spéculation au krach immobilier, chez Calmann-Lévy. Cet ouvrage analyse l’arrivée de la crise immobilière de 1990 à travers le portrait de promoteurs significatifs de ces années. En 1999, paraît aux éditions Ouest-France, La Route du Sel, itinéraire de découverte à travers les salines de la côte Atlantique.
En 2004, elle publie chez Hachette Littératures, A l’Opéra Aujourd’hui. En 2006, paraît son premier roman, Le Baiser de Qumrân, récit de l’enfance et de l'apprentissage de Jésus. En 2010, paraît La Planète Attali, biographie de Jacques Attali et panorama de la société française contemporaine, composée d'une analyse de ses œuvres ainsi que d'une cinquantaine d'entretiens avec ses proches. En 2010, elle est conseiller artistique et historique du Groupe F, compagnie de spectacles de rue basé à Mas Thibert, qui crée et produit des spectacles pyrotechniques, pour le spectacle les Noces royales de Louis XIV donné du 3 au 18 septembre sur le bassin de Neptune à Versailles. En 2011, elle est auteur avec Patrick Barberis du documentaire produit par Arcapix, Mitterrand et le Monde, diffusé le 10 mai 2011 sur Arte. En 2013, elle publie chez Flammarion Le Soleil et la Cendre, roman des amours impossibles de Louis XIV et de Marie Mancini,. En 2016, Rivales, en politique et à la Cour, est publié aux éditions Temporis. 
En 2016, également, elle remanie la Route du Sel, avec de nouvelles photos d'Elliott Carrasco. En 2019, elle publie le Mystère Mozart chez Jean-Claude Lattès, se déroulant dans les entrailles de l'Opéra Bastille et du Palais Garnier.

## Publications
- Fortunes de Pierre, de la spéculation au krach immobilier, Calmann-Lévy. 1993.
- La Route du Sel, de la Côte Atlantique, Ouest-France 1999 ; 2016  (ISBN 2737366690)
- Carré Magique. CMD 1999.
- À l'Opéra aujourd'hui : de Garnier à Bastille, Hachette Littérature, coll. « Vie quotidienne », Paris, 2004, 463 p.  (ISBN 2-01-235597-8)[10].
- Le Baiser de Qumrân, XO éditions  (ISBN 2-84563-268-1) et Presse-Pocket 2006 et 2008
- Sur les pas de Marie-Madeleine, Ouest-France, 2008.
- La Planète Attali, Le Seuil, 2010
- Le Soleil et la Cendre, Flammarion, 2013
- La Route Louis XIV, site Internet retraçant le voyage du Roi Soleil[11]
- Sur les pas de Marie-Madeleine, avec Olivier Corsan, Ouest-France, 2015
- Rivales, en politique et à la cour, Temporis, 2016
- La Route du Sel, avec Elliott Carrasco, Ouest-France, 2016
- Le Mystère Mozart[12], JC Lattès, 2019
- Le Mouchard sur le toit [13]